# Habenaria libeniana
Habenaria libeniana är en orkidéart som beskrevs av Daniel Geerinck. Habenaria libeniana ingår i släktet Habenaria och familjen orkidéer. Inga underarter finns listade i Catalogue of Life.